# Équipe d'Algérie de football en 1983
L'équipe d'Algérie de football participe lors de cette année à la Qualifications à la Coupe d'Afrique des nations de football 1984 en Côte d'Ivoire. L'équipe d'Algérie est entraînée par.

## Les matchs
| Date              | Stade, Ville, Pays                                 | Adversaire    | Score | Comp | Buteurs algériens                                      |
| 8 avril 1983      | Stade du 5 Juillet 1962 Alger, Algérie             | Bénin         | 6 - 2 | QCAN | Bensaoula 2e 5e, Madjer 13e 69e, Jefjef 10e, Menad 46e |
| 26 avril 1983     | Cotonou, Bénin                                     | Bénin         | 1 - 1 | QCAN | Madjer 50e                                             |
| 29 mai 1983       | Kampala, Ouganda                                   | Ouganda       | 4 - 1 | QJO  | Yahi 82e                                               |
| 10 juin 1983      | Stade du 5 Juillet 1962 Alger, Algérie             | Ouganda       | 3 - 0 | QJO  | Madjer 49e (pen.), Bensaoula 64e, Bencheikh 77e        |
| 7 août 1983       | Stade Saint Denis Paris, France                    | Bulgarie      | 3 - 2 | A    | Menad 4e, Dimitrov 66e (csc)                           |
| 13 août 1983      | Stade Demba Diop Dakar, Sénégal                    | Sénégal       | 1 - 1 | QCAN | Bensaoula 63e                                          |
| 25 août 1983      | Stade du 5 Juillet 1962 Alger, Algérie             | Côte d'Ivoire | 3 - 0 | A    | Yahi 60e, Tlemçani 61e, Kourichi 70e                   |
| 28 août 1983      | Stade du 5 Juillet 1962 Alger, Algérie             | Sénégal       | 2 - 0 | QCAN | Madjer 3e, Yahi 55e                                    |
| 11 septembre 1983 | Stade Ben M'Hamed El Abdi El Jadida, Maroc         | Tunisie       | 3 - 2 | JM   | Belloumi 36e, Guendouz 89e (pen.)                      |
| 13 septembre 1983 | Stade Ben M'Hamed El Abdi El Jadida, Maroc         | Turquie       | 0 - 1 | JM   | Guendouz 30e                                           |
| 20 Septembre 1983 | Stade national Bukit Jalil Kuala Lumpur , Malaisie | Corée du Sud  | 3-1   | A    |                                                        |
| 22 Septembre 1983 | Stade national Bukit Jalil Kuala Lumpur , Malaisie | Malaisie      | 0-0   | A    |                                                        |
| 24 septembre 1983 | Stade national Bukit Jalil Kuala Lumpur , Malaisie | Bangladesh    | 1-0   | A    | Hamada                                                 |
| 28 Septembre 1983 | Stade national Bukit Jalil Kuala Lumpur , Malaisie | Népal         | 2-0   | A    | Hamada , Mekhloufi                                     |
| 30 septembre 1983 | Stade national Bukit Jalil Kuala Lumpur , Malaisie | Ghana         | 1-0   | A    |                                                        |
| 14 octobre 1983   | Stade du 1e Septembre Tripoli, Libye               | Libye         | 2 - 1 | QJO  | Tlemçani 83e                                           |
| 28 octobre 1983   | Stade du 5 Juillet 1962 Alger, Algérie             | Libye         | 2 - 0 | QJO  | Belloumi 16e, Merzekane 71e                            |
| 30 novembre 1983  | Stade du 5 Juillet 1962 Alger, Algérie             | Suisse        | 1 - 2 | A    | Bencheikh 22e                                          |

Légende: A : Match amical  / QCAN : Qualifications à la Coupe d'Afrique des nations de football 1984

### Bilan
| Rang | Équipe  | Pts | J  | G | N | P | Bp | Bc | Diff |
| ---- | ------- | --- | -- | - | - | - | -- | -- | ---- |
| #    | Algérie | 12  | 12 | 5 | 2 | 5 | 25 | 18 | +7   |

## Match Disputé
| Entraîneur : |
| Hamid Zouba  |

| Entraîneur : |
| ?            |

| Entraîneur : |
| Hamid Zouba  |

| Entraîneur : |
| ?            |

| Entraîneur : |
| Hamid Zouba  |

| Entraîneur :    |
| Paul Wolfisberg |

| Entraîneur : |
| Hamid Zouba  |

| Entraîneur :    |
| Paul Wolfisberg |